# جزیره شگ (استرالیای جنوبی)
جزیره شگ (استرالیای جنوبی) (به انگلیسی: Shag Island (South Australia)) یک منطقهٔ مسکونی در استرالیا است که در Spencer Gulf واقع شده‌است.